# اخلاق کانتی
اخلاقِ کانتی یک نظریهٔ اخلاقیِ وظیفه‌گرا است که ایمانوئل کانت تدوین و معرّفیش کرده است. بر مبنای این نظریه، که در نتیجهٔ عقل‌گرایی عصر روشنگری پدید آمد، ارادهٔ نیک یگانه پدیدهٔ ذاتاً خوب است و عمل فقط هنگامی خوب تلقّی می‌شود که برآمده از احساسِ وظیفه نسبت به قانونِ اخلاقی باشد. محورِ اصلیِ دیدگاهِ کانت دربارهٔ قانونِ اخلاقی امرِ مطلق است که دربارهٔ همهٔ افراد، صرفِ نظر از منافع و خواست‌هایشان، صدق می‌کند. کانت امرِ مطلق را به شکل‌های مختلف صورت‌بندی کرد. اصلِ جهان‌شمولیت از نظرِ کانت چنین اقتضا می‌کند که یک عمل برای آن که مجاز باشد، باید بتوان آن را بدون این که تناقضی پیش آید، دربارهٔ همهٔ افراد به کار برد. صورت‌بندیِ کانت از انسانیت در بخشِ دومِ امرِ مطلق متضمّنِ آن است که هرگز نباید با دیگران صرفاً به‌عنوان وسیله‌ای برای رسیدن به یک هدف رفتار شود؛ بلکه انسانیت همیشه باید هدف باشد.
از مفهومِ خودآیینی چنین برمی‌آید که عاملان عقلانی بر پایهٔ ارادهٔ خودشان به قانون اخلاقی پایبند هستند؛ در عین حال، لازمهٔ مفهوم ملکوتِ غایات، آن است که افراد به گونه‌ای عمل کنند که گویی اصولِ حاکم بر اعمالشان شکل‌دهندهٔ قانونی برای ملکوتی فرضی است. کانت همچنین میان وظایفِ کامل و ناقص تمایز قائل می‌شود. وظیفهٔ کامل، مثل وظیفهٔ دروغ نگفتن، همواره صادق و الزام‌آور است؛ حال‌آنکه، وظیفهٔ ناقص مثل وظیفهٔ کمک به خیریه می‌تواند انعطاف‌پذیر و منحصر به زمان و مکان خاص باشد.
این نظریه در متفکران پس از کانت هوادارانی داشت که از آن جمله می‌توان به یورگن هابرماس و ژاک لاکان اشاره کرد. همچنین نظریهٔ قرارداد اجتماعیِ جان رالز که در اثرش تحت‌عنوان نظریهٔ عدالت تدوین شد، تحت تأثیر اخلاقِ کانت است. اونرا اونیل، اخلاق‌پژوهِ کانتیِ معاصر، نظریهٔ عدالت خود را بر اساس این الگوی اخلاق کانتی تدوین کرده‌است. الگوهای اخلاق کانتی در حوزه‌های مختلفی از جمله اخلاقِ پزشکی و اخلاقِ جنسی مورد استفاده قرار گرفته‌است. در مقابل، اندیشمندانی مانند هگل، نیچه و استوارت میل در زمرهٔ منتقدان این نظریه محسوب می‌شوند.

## سرچشمه‌ها
نظریهٔ اخلاق کانتی، که در نتیجهٔ عقل‌گراییِ عصرِ روشنگری پدید آمد، یک نظریهٔ اخلاقی وظیفه‌گرا است. وظیفه‌گرایی، گرایشی عمده در اخلاق هنجاری است که ارزشِ اخلاقی را صرف‌نظر از نتیجه و پیامدها، وابسته به خودِ عمل می‌داند. این گرایش عموماً در تقابل با نتیجه‌گرایی و فضیلت‌گرایی قرار می‌گیرد. نظریات وظیفه‌گرایانه به‌طور صریح و بر پایهٔ یک مجموعه قواعد، وظایف و الزاماتی خاص نسبت به دیگران تعیین می‌کنند. طبق این نظریه‌ها، ارزش‌های اخلاقی بنیادی برخلاف نظرِ نتیجه‌گرایان، قطعیت دارند و قابل کاهش و افزایش نیستند.
لویی پویمان معتقد است اخلاق کانت چهار سرچشمهٔ اصلی دارد. اولین سرچشمه، زهدباوری لوتری است که والدینِ کانت به آن پایبند بودند. این زهدباوری، بر صداقت و زندگیِ اخلاقی در برابر باور دینی پروتستان تأکید دارد و احساس را بر عقل ترجیح می‌دهد. کانت معتقد بود که عقلانیت ضروری است، اما باید به اخلاق و ارادهٔ نیک بپردازد. همچنین توصیفِ کانت از رشد اخلاقی به‌مثابهٔ جهت‌گیریِ تمایلات به‌سمتِ انجام وظیفه را می‌توان نسخه‌ای از آموزهٔ لوتریِ تقدیس دانست.
دومین الهام‌بخشِ نظریهٔ اخلاق کانت، ژان ژاک روسو، فیلسوفِ سیاسی است که اثرش تحت‌عنوان قرارداد اجتماعی بر دیدگاهِ کانت راجع به ارزشِ بنیادینِ انسان‌ها تأثیر گذاشت. پویمان همچنین بحث‌های اخلاقیِ زمانِ کانت را بر شکل‌گیری اخلاق کانت تأثیرگذار می‌داند. کانت عقل‌گرایی را بر تجربه‌گرایی ارجح می‌دانست و بنابراین اخلاق را نوعی دانش می‌دید و آن را مبتنی بر میل انسان نمی‌دانست. قانون طبیعی (این اعتقاد که قانون اخلاقی از سوی طبیعت تعیین می‌شود) و شهودگرایی (این باور که انسان‌ها از حقایق اخلاقیِ عینی، آگاهیِ شهودی دارند) هم بر کانت تأثیرگذار بودند.
منفرد کوهن، زندگی‌نامه‌نویسِ کانت، معتقد است که والدینِ کانت به «کارِ سخت، صداقت، پاکی و استقلال» اعتقاد داشتند. آن‌ها برای کانت سرمشق بودند و بیش از زهدباوری بر او تأثیر گذاشتند. مایکل رولف در دانشنامهٔ فلسفهٔ استنفورد می‌نویسد که کانت تحت تأثیرِ استادش مارتین کنوتسن بود. خودِ کنوتسن تحت تأثیر آثارِ کریستین ولف و جان لاک قرار داشت و کانت را با آثارِ آیزاک نیوتن، فیزیک‌دان انگلیسی، آشنا کرد.
اریک ویلسون و لارا دنیس به تأثیر دیوید هیوم بر کانت اشاره می‌کنند. هیوم و کانت هر دو معتقدند که آزادی در اخلاق نقش اساسی دارد و تلاش می‌کنند آزادی را با جبرگرایی علی‌ومعلولی سازگار کنند. همچنین هر دوی آن‌ها معتقدند که بنیادِ اخلاق مستقل از دین است.

## طرحِ کلّی
در اواخر نهضت روشنگری، این پرسش در اذهان وجود داشت که آیا حاکمیت کامل عقل بر مراجع سنتی معرفت، ایمان و اخلاق واقعاً به پیشرفت منجر می‌شود یا خیر و آیا تکیهٔ محض بر عقل، به ماده‌گرایی، تقدیرگرایی، الحاد، شکاکیت یا حتی بی‌بندوباری و سلطه‌جویی نمی‌انجامد؟ کانت می‌خواست نشان دهد با نقادی عقل به دست خود عقل، می‌توان شالوده‌ای استوار و سازگار برای علم نیوتونی از یک طرف و دین و اخلاق سنتی از طرف دیگر، تأسیس کرد. در نهایت، کانت می‌خواست نشان دهد که عقل شایستهٔ همان حاکمیتی است که روشنگری به آن اعطا کرده‌است.
کانت در فلسفهٔ عملی خود (همچون فلسفهٔ نظری‌اش) در پیِ قانونی اخلاقی است که از خودِ ساختارِ عقلِ عملی صرف‌نظر از تجربه استخراج شود، بنابراین نظریهٔ اخلاقیِ او پیشینی، صوری و جهان‌شمول است. اندیشهٔ اخلاقی کانت مبتنی بر این ایده است که اخلاقی عمل‌کردن و مطابقِ عقل عمل‌کردن، هر دو یکی است.
کانت نظریهٔ اخلاقی خود را بر مبنای این باور تدوین می‌کند که آنچه تعیین می‌کند افراد باید چگونه عمل کنند، عقل است. او سعی نمی‌کند عمل خاصی را تجویز کند، بلکه تأکید می‌کند که برای تعیین چگونگی رفتار باید بر عقل تکیه کرد.

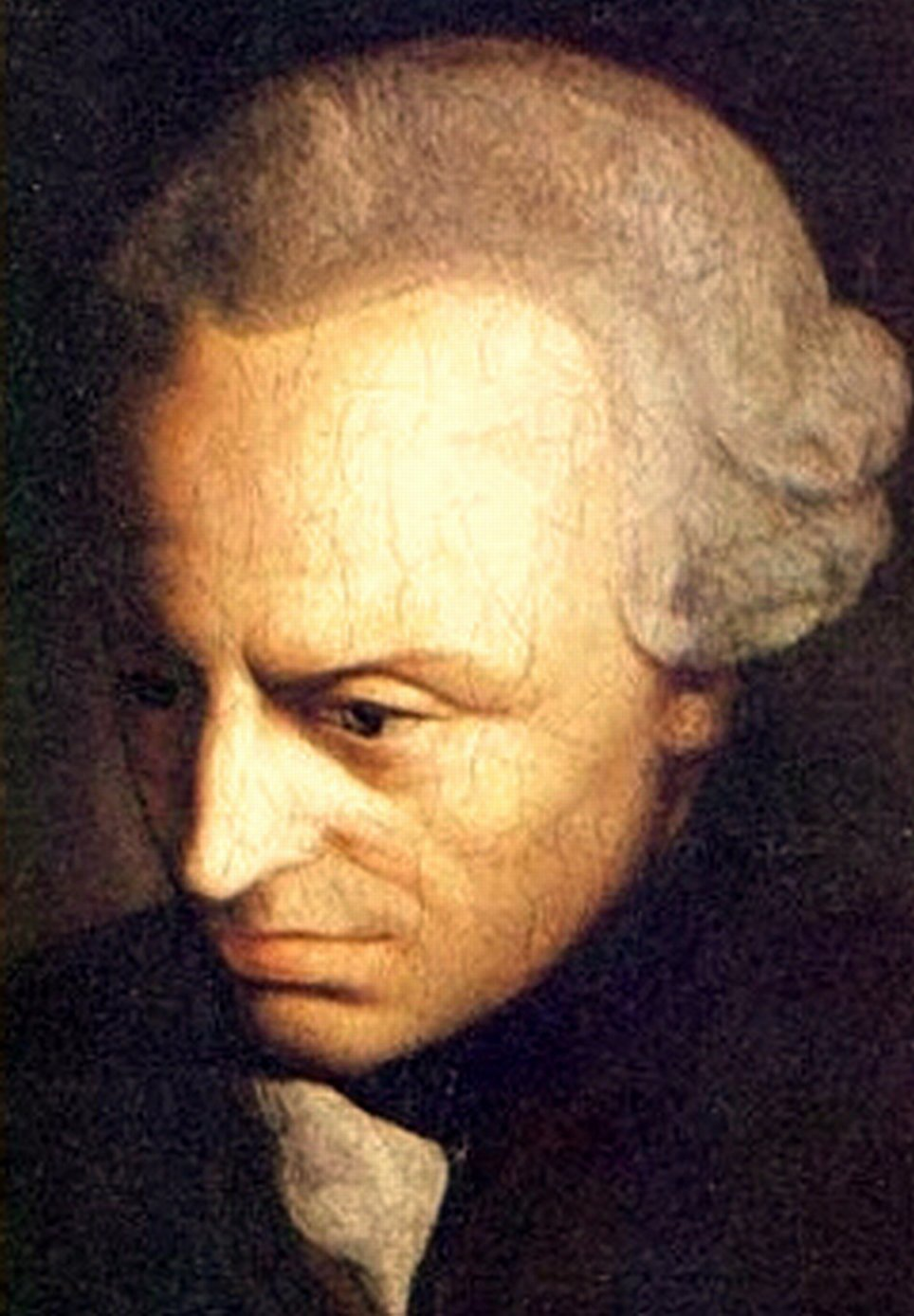
ایمانوئل کانت معتقد بود ارادهٔ نیک تنها فضیلتی است که بدون قیدوشرط خیر است.

هر چند کانت در همهٔ آثارش به تدوین نظریهٔ اخلاقی‌اش پرداخته‌است، اما دیدگاه او راجع به اخلاق را مشخصاً در سه اثرِ بنیاد مابعدالطبیعه اخلاق (۱۷۸۵)، نقد عقل عملی (۱۷۸۸) و مابعدالطبیعهٔ اخلاق (۱۷۹۷) می‌توان یافت. در اثرِ اول، کانت تلاش می‌کند دانشِ روزمره، مشهود و عقلانی ما از اخلاق را به دانشِ فلسفی تبدیل کند و سه صورت‌بندی از امر مطلق ارائه دهد. کانت استدلال می‌کند که فلسفهٔ اخلاق شامل یک بخش تجربی است که به این سؤال می‌پردازد که چه چیز باعث افزایشِ سعادتِ انسان می‌شود. بخشِ غیرتجربیِ فلسفهٔ اخلاق به تحقیقِ پیشینی راجع به ماهیت و جوهرِ اخلاق مربوط می‌شود. به‌دلیلِ پیشینی‌بودنِ این بخش، کانت آن را «مابعدالطبیعهٔ اخلاق» می‌نامد. قانون اخلاقی از نظر کانت باید دارای ضرورتِ مطلق باشد و بسته به ویژگی‌ها یا شرایطِ خاصِ عاملان تغییر نکند. از آنجا که قانون اخلاقی، ضروری و جهان‌شمول است، تنها راهِ مناسب برای رسیدن به آن، تأملِ عقلانی و پیشینی است.
دو اثرِ دیگر بر پایهٔ «عقل عملی» هستند، یعنی آنچه عقل صرف‌نظر از اصول حاصل از تجربه می‌تواند بیان کند. بر اساس این بررسی، به نتیجه‌گیری‌هایی دست می‌یابیم که می‌توان آنها را در عالمِ تجربه به کار برد. کانت تأکید دارد که نقد عقل عملی، مستقل از بنیاد مابعدالطبیعهٔ اخلاق است و در سطح بالاتری از انتزاع قرار دارد، هر چند به برخی انتقادات وارد بر اثر اول هم پاسخ می‌دهد. همان‌طور که تمایز بین عقل و حس در نقد عقل محض اهمیت دارد، تمایز بین میل و عقلِ اخلاقی در نقد عقل عملی مهم است. کانت همچنین مفاهیم خدا، آزادی و جاودانگی را که در نقدِ اول کنار گذاشته بود، در نقدِ دوم مطرح می‌کند و معتقد است آنها عناصرِ بنیادینِ زندگیِ اخلاقی هستند.
مابعدالطبیعهٔ اخلاق به دو بخش اصلی تقسیم می‌شود: «آموزهٔ حق» به حقوقی می‌پردازد که افراد دارند یا به دست می‌آورند و «آموزهٔ فضیلت» به فضیلت‌هایی می‌پردازد که افراد باید به دست آورند. در «آموزهٔ فضیلت»، کانت به بسطِ نظریهٔ اخلاقی خود می‌پردازد و خصوصاً بر رفتار با انسان به‌مثابهٔ هدفِ فی‌نفسه تأکید می‌کند. او تکالیف را به دو دستهٔ «تکالیف نسبت به خودمان» و «تکالیف نسبت به دیگران» و همچنین تکالیفِ ناقص و کامل تقسیم می‌کند.

### ارادهٔ نیک و وظیفه
کانت در آثارش مبنایی برای قانون اخلاقی بر اساس مفهومِ وظیفه یا تکلیف پی می‌ریزد. مقدمهٔ نظریهٔ اخلاقی کانت آن است که ارادهٔ خیر یا ارادهٔ نیک، تنها فضیلتی به حساب می‌آید که بدون قید و شرط، خیر است. هیچ فضیلت دیگری این جایگاه را ندارد، زیرا هر فضیلت دیگری را می‌توان برای دستیابی به اهدافِ غیراخلاقی به کار برد (مثلاً اگر کسی به یک جنایتکار وفادار باشد، فضیلتِ وفاداری دیگر خیر نخواهد بود). ارادهٔ نیک جایگاهی منحصربه‌فرد دارد؛ زیرا همواره خیر است و حتی وقتی نتواند به هدف خود برسد، ارزش اخلاقی‌اش را حفظ می‌کند.
کانت ارادهٔ نیک را تنها اصلِ اخلاقی می‌داند که سایر فضیلت‌ها را آزادانه برای رسیدن به هدف‌های اخلاقی انتخاب می‌کند.
از نظر کانت، ارادهٔ نیک، مفهومی گسترده‌تر از اراده‌ای است که از روی وظیفه عمل می‌کند. اراده‌ای را که از روی وظیفه عمل می‌کند می‌توان اراده‌ای دانست که برای حفظ قانون اخلاقی، بر موانع غلبه می‌کند؛ بنابراین، ارادهٔ مبتنی بر وظیفه، مورد خاصی از ارادهٔ نیک است که در شرایطِ نامساعد ظاهر می‌شود. کانت معتقد است که فقط اعمالی که از روی وظیفه و با نیتِ عمل به وظیفه انجام شوند، دارای ارزش اخلاقی هستند. این بدان معنی نیست که اعمالی که فقط مطابقِ وظیفه (ولی با نیتی متفاوت) باشند، بی‌ارزش‌اند (این اعمال هم شایستهٔ تأیید و تشویق هستند)، اما ارزشِ خاص، از آنِ اعمالی است که از روی وظیفه انجام شوند.
برداشتِ کانت از وظیفه، مستلزمِ آن نیست که افراد وظایف خود را با لجاجت انجام دهند. اگرچه وظیفه، اغلب افراد را محدود می‌کند و باعث می‌شود آن‌ها برخلاف تمایل‌شان عمل کنند، اما باز هم نشأت‌گرفته از ارادهٔ عامل است؛ لذا وقتی عامل، عملی را از روی وظیفه انجام می‌دهد، این بدان معناست که انگیزه‌های عقلانی برای او مهم‌تر از تمایلات غیرعقلانی است. کانت خواهان آن است که از مفهومِ اخلاق به‌مثابهٔ وظایفِ تحمیلی فراتر رود و اخلاقِ خودآیینی را پی بریزد که در چارچوبِ آن، عاملانِ عقلانی آزادانه آنچه را عقل اقتضا می‌کند، تشخیص می‌دهند.

#### وظایف کامل و ناقص
با توجه به امر مطلق، وظایفی پیش روی ما قرار می‌گیرند، زیرا عدم انجامِ وظایف، به تناقض در مفهوم یا تناقض در اراده منجر می‌شود. وقتی عدم انجام وظیفه منجر به تناقض در مفهوم می‌شود، کانت آن را وظیفهٔ کامل می‌نامد و وقتی عدم انجامِ وظیفه منجر به تناقض در اراده می‌شود، آن را وظیفهٔ ناقص می‌نامد. وظیفهٔ کامل همواره الزام‌آور است، مثلاً راست گفتن وظیفهٔ کامل به حساب می‌آید، لذا هرگز نباید دروغ گفت. وظیفهٔ ناقص تا حدی انعطاف‌پذیر است، مثلاً نیکوکاری وظیفهٔ ناقص است چون ملزم نیستیم همیشه کاملاً نیکوکار باشیم، بلکه ممکن است بسته به زمان و مکانی که در آن هستیم، به دیگران کمک کنیم. کانت معتقد بود که تکالیفِ کامل مهم‌تر از تکالیفِ ناقص هستند و اگر تعارض بین این دو تکلیف پیش آید، باید از تکلیفِ کامل پیروی کرد.

### امر مطلق
صورت‌بندیِ اصلیِ اخلاق کانت، امر مطلق است که او چهار صورت‌بندیِ جزئی‌تر از آن ارائه می‌دهد. کانت بین امر مطلق و امر شرطی یا امر مشروط تمایز قائل می‌شود. امر شرطی امری است که اگر بخواهیم به هدفمان برسیم باید از آن تبعیت کنیم: مثلاً «پیشِ دکتر برو» مشروط است؛ چون اگر بخواهیم خوب شویم باید از آن تبعیت کنیم. امر مطلق صرفنظر از اهداف و خواسته‌هایمان الزام‌آور است: همه وظیفه دارند صرفنظر از شرایط، و حتی اگر به‌نفعشان نیست، دروغ نگویند. امر مطلق به این دلیل اخلاقاً الزام‌آور است که مبتنی بر عقل است، نه واقعیت‌های تصادفیِ مربوط به یک عاملِ خاص. امر شرطی از آن حیث برای ما الزام‌آور است که عضوی از گروه یا جامعه هستیم و در برابر آن‌ها مسئولیت داریم، اما نمی‌توانیم از امر مطلق عدول کنیم، چون نمی‌توانیم به اختیار خودمان، دیگر عاملِ عقلانی نباشیم. از این حیث که عاملِ عقلانی هستیم، نسبت به عقلانیت مسئول هستیم؛ لذا اصولِ اخلاقیِ عقلانی همواره و در همه حال برای همهٔ عاملانِ عقلانی صادق هستند.

#### جهان‌شمولیت
اولین صورت‌بندی کانت از امر مطلق مربوط به جهان‌شمولیت است:
تنها به ضابطه‌ای عمل کن که در عین حال اراده کنی به قانون جهانی تبدیل شود.— ایمانوئل کانت، بنیاد مابعدالطبیعهٔ اخلاق (۱۷۸۵)
هر گاه عملی انجام می‌دهیم، یک قاعده یا ضابطه در ذهن داریم. از نظر کانت، عمل تنها زمانی مجاز است که فرد ضابطه‌ای را اراده کرده باشد که در چارچوب آن، این عمل همچون قانونی جهانی باشد که همه مطابق آن عمل می‌کنند. ضابطه‌ای که در صورتِ جهان‌شمولیت، منجر به تناقض در مفهوم یا تناقض در اراده شود، در این آزمون رد می‌شود. تناقض در مفهوم زمانی پیش می‌آید که اگر ضابطه جهان‌شمول باشد، بی‌معنا شود یعنی «... ضابطه به محض آنکه قانونی جهانی شود خودش را نقض کند.» مثلاً ضابطهٔ «می‌توان عهد را شکست» اگر جهان‌شمول باشد، هیچ‌کس به عهدهایی که بسته می‌شود، اعتماد نمی‌کند، بنابراین خود ایدهٔ عهد بی‌معنا خواهد شد؛ این ضابطه خودمتناقض خواهد بود، چون اگر جهان‌شمول باشد، دیگر عهد بستن معنایی ندارد. این ضابطه اخلاقی نیست زیرا جهان‌شمول‌شدنِ آن منطقاً امکان‌پذیر نیست یعنی نمی‌توان جهانی را تصور کرد که در آن چنین ضابطه‌ای جهان‌شمول باشد. از طرف دیگر، اگر ضابطه با جهان‌شمول‌شدن، باعث تناقض در اراده شود، غیراخلاقی است. البته منظور از تناقض، تناقضِ منطقی نیست، بلکه جهان‌شمول‌شدنِ ضابطه باعث ایجاد وضعیتی می‌شود که برای هیچ موجودِ عقلانی‌ای مطلوب نیست؛ مثلاً جولیا درایور معتقد است که ضابطهٔ «من به خیریه کمک نمی‌کنم» باعث تناقض در اراده می‌شود زیرا جهانی که در آن هیچ‌کس به خیریه کمک نمی‌کند، برای کسی که طبق این ضابطه عمل می‌کند، نامطلوب خواهد بود.
کانت معتقد است که اخلاق همان قانونِ عینیِ عقل است. پس درست همان‌طور که قوانین عینیِ فیزیکی، کنش‌های فیزیکی را موجب می‌شوند (مثلاً سیب‌ها به دلیل جاذبه سقوط می‌کنند)، قوانینِ عینیِ عقلانی هم کنش‌های عقلانی را موجب می‌شوند. به این ترتیب، او اعتقاد دارد که یک موجودِ کاملاً عقلانی باید کاملاً اخلاقی هم باشد، چون موجودِ کاملاً عقلانی از نظر ذهنی، آنچه را عقلاً ضرورت دارد لازم‌الاجرا می‌بیند. از آنجا که انسان‌ها کاملاً عقلانی نیستند (چون تا حدی هم بر اساس غریزه عمل می‌کنند)، پس باید ارادهٔ ذهنی خود را با قوانینِ عینیِ عقلانی سازگار کنند. کانت این امر را الزامِ سازگاری می‌نامد.
کانت معتقد بود که قانونِ عینیِ عقل، قانونی پیشینی است و وجودش به موجودِ عقلانی وابسته نیست. درست همان‌طور که وجودِ قوانین فیزیکی بر موجودات فیزیکی مقدم است، قوانین عقلانی (اخلاق) هم بر موجودات عقلانی تقدم دارد؛ بنابراین از نظر کانت، اخلاقِ عقلانی، جهان‌شمول است و نمی‌توان آن را بنا به شرایط تغییر داد.
برخی صاحبنظران میان این صورتبندی از امر مطلق و قاعدهٔ زرین شباهتی می‌بینند. خودِ کانت معتقد است که قاعدهٔ طلایی، نه کاملاً صوری است و نه از نظر الزام‌آوری، جهان‌شمولیت دارد.

#### انسانیت به‌مثابهٔ هدفِ فی‌نفسه
دومین صورت‌بندی کانت از امر مطلق آن است که با انسانیت باید به‌عنوان هدفِ فی‌نفسه رفتار شود:
چنان عمل کن که با انسانیت، خواه خودت و خواه دیگری، همواره و در عین حال به‌مثابهٔ هدف و نه صرفاً به‌عنوان وسیله، رفتار کنی.— ایمانوئل کانت، بنیاد مابعدالطبیعهٔ اخلاق (۱۷۸۵)
کانت معتقد بود که با موجودات عقلانی هرگز نباید صرفاً به‌عنوان وسیله‌ای برای هدف رفتار کرد؛ بلکه باید همیشه آنها را هدفِ فی‌نفسه در نظر گرفت و این امر مستلزم آن است که انگیزه‌های عقلانی آنها به‌اندازهٔ انگیزه‌های عقلانی خودمان مورد احترام قرار گیرند. این قاعده برگرفته از این ادعای کانت است که عقل انگیزهٔ اخلاق است و ما باید عقل را به‌عنوان انگیزهٔ همهٔ موجودات از جمله افرادِ دیگر در نظر بگیریم. یک موجودِ عقلانی نمی‌تواند از روی عقل اجازه دهد که صرفاً به‌عنوان وسیله‌ای برای هدف استفاده شود، بنابراین همواره باید با موجودات عقلانی به‌عنوان هدف برخورد کرد.
کانت در توجیهِ این نکته استدلال می‌کند که تعهد اخلاقی یک ضرورتِ عقلانی است یعنی آنچه عقلاً اراده می‌شود، اخلاقاً صحیح است. از آنجا که همهٔ موجودات عقلانی از روی عقل اراده می‌کنند که هدف باشند و هرگز وسیله نباشند، پس اخلاقاً ملزم هستیم که با آنها چنین رفتار کنیم. این بدان معنا نیست که هرگز نمی‌توان انسانی را وسیله‌ای برای رسیدن به هدف در نظر گرفت، بلکه به این معناست که اگر انسان را به‌عنوان وسیله در نظر گرفتیم، باید او را همزمان هدفِ فی‌نفسه نیز در نظر بگیریم.

#### آموزهٔ خودآیینی
آموزهٔ خودآیینی یا خودمختاری در نظریهٔ کانت، این ایده را بیان می‌کند که عامل، به دلیل ارادهٔ عقلانی‌اش، و نه به دلیل هیچ تأثیرِ خارجیِ دیگری، ملزم به پیروی از امر مطلق است. کانت معتقد است که هر قانون اخلاقی که انگیزه‌اش، ارضای نیازهای دیگر باشد، از امر مطلق عدول می‌کند و بنابراین اعتقاد دارد که قانون اخلاقی فقط باید ناشی از ارادهٔ عقلانی باشد. این اصل، افراد را ملزم می‌کند تا حق دیگران را در عملِ خودمختار به رسمیت بشناسند و به این معناست که با توجه به جهان‌شمولیتِ قوانین اخلاقی، آنچه برای یک فرد الزامی است، برای همه الزامی خواهد بود.

#### ملکوتِ غایات
صورت‌بندیِ دیگرِ کانت از امر مطلق، ملکوتِ غایات است:
یک موجود عقلانی باید همواره قوانین را به‌عنوان حاکم یا عضوی از ملکوتِ غایات که بر اساس ارادهٔ آزاد امکان‌پذیر می‌شود، در نظر بگیرد.— ایمانوئل کانت، بنیاد مابعدالطبیعهٔ اخلاق (۱۷۸۵)
این صورت‌بندی متضمنِ آن است که اعمال باید به‌گونه‌ای در نظر گرفته شوند که ضابطهٔ حاکم بر آنها، قانونی برای ملکوتِ فرضیِ غایات باشد. بر این اساس، افراد باید بر اساس اصولی عمل کنند که جامعهٔ عاملانِ عقلانی آنها را به‌عنوان قانون می‌پذیرند. در چنین جامعه‌ای، هر فرد تنها ضوابطی را می‌پذیرد که بتواند بر تک‌تکِ اعضای جامعه حاکم باشد و در عین حال هیچ عضوی را صرفاً به‌عنوان وسیله‌ای برای رسیدن به هدف در نظر نگیرد. اگرچه ملکوتِ غایات امری ایدئال است (چون اعمالِ سایر افراد و نیز رویدادهای طبیعی باعث می‌شود اعمال با نیتِ خیر گاهی منجر به آسیب شود) اما به هر حال علی‌الاطلاق، ملزم هستیم که به‌مثابهٔ قانون‌گذارانِ این ملکوتِ ایدئال عمل کنیم.

## اهمیت

### تأثیرپذیرفتگان

#### کارل مارکس
کارل مارکس هر چند بسیاری از ایده‌ها و فرضیاتِ مورد تأکید در نوشته‌های اخلاقیِ کانت را رد می‌کند و همچون هگل معتقد است که اخلاق کانتی انتزاعی و فاقد محتواست، اما نظراتش راجع به جهان‌شمولیت بسیار شبیهِ دیدگاه‌های کانت راجع به امر مطلق است. همچنین برداشتِ مارکس از آزادی به برداشتِ کانت از این مفهوم شباهت دارد. از سوی دیگر، نظریهٔ جامعهٔ کمونیستی مارکس تحت تأثیر کانت است، زیرا این جامعه توسط یک عاملِ تاریخی شکل می‌گیرد که تحققِ اخلاق را امکان‌پذیر می‌سازد.

#### یورگن هابرماس

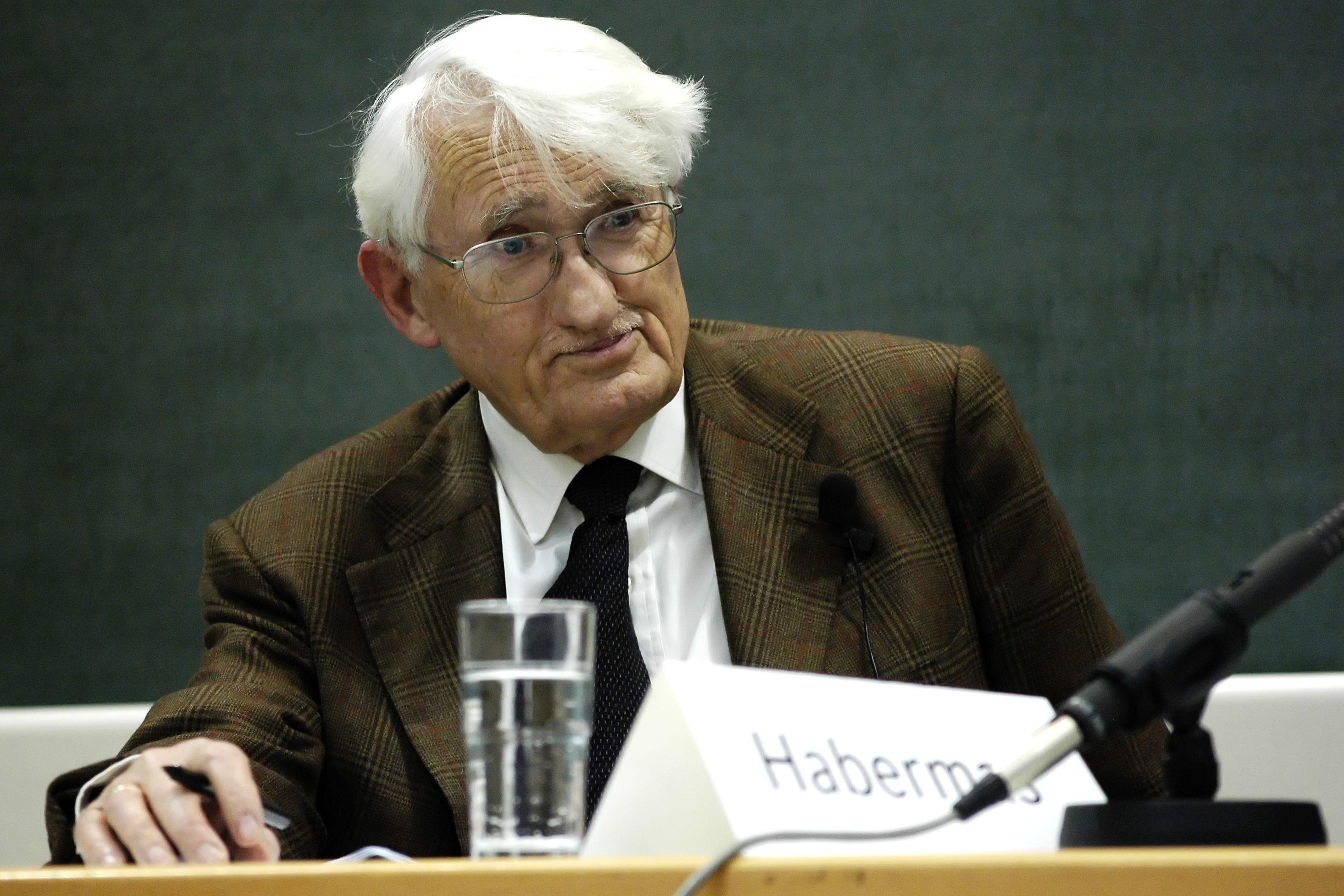
یورگن هابرماس که نظریهٔ اخلاق گفتمانش تحت تأثیر اخلاق کانتی است

یورگن هابرماس، فیلسوف آلمانی، نظریهٔ اخلاق گفتمان را طرح کرد که برگرفته از اخلاق کانتی است. او معتقد است که کنش باید مبتنی بر ارتباط بین مشارکت‌کنندگان باشد. منافع و مقاصدِ مشارکت‌کنندگان باید مورد بحث قرار گیرد و برای همه مفهوم باشد. هابرماس با ردِ هر گونه زورگویی و سوءاستفاده، معتقد است که توافق بین طرفینِ ارتباط برای رسیدن به تصمیمِ اخلاقی نقش حیاتی دارد. اخلاقِ گفتمان هم مثل اخلاقِ کانتی، یک نظریهٔ اخلاقیِ شناختی است زیرا مبتنی بر این ایده است که گزاره‌هایی اخلاقی می‌توانند صادق یا کاذب باشند. این نظریه همچنین شامل قاعده‌ای است که طبق آن می‌توان کنش‌های اخلاقی را تعیین کرد و بر پایهٔ آن، کنش‌های اخلاقی باید مثل اخلاقِ کانت، جهان‌شمول باشند.
هابرماس معتقد است که نظریهٔ اخلاقی‌اش نسبت به اخلاقِ کانت، گامی به جلو محسوب می‌شود. او چارچوب دوگانهٔ اخلاق کانت را رد می‌کند. کانت بین جهان فنومن که انسان‌ها می‌توانند آن را حس و تجربه کنند و جهان نومن یا جهان فی‌نفسه که برای انسان‌ها دسترس‌پذیر نیست، تمایز قائل می‌شود. این دوگانه برای کانت ضرورت دارد، زیرا می‌تواند خودمختاریِ عاملِ انسانی را تبیین کند: هر چند انسان در جهان فنومن، مجبور و فاقدِ اختیار است، اما کنش‌هایش در جهانِ فی‌نفسه یا غیرمادی، آزاد است. از نظر هابرماس، اخلاق برخاسته از گفتمان است و بر اساس عقلانیت و نیازهای انسان‌ها ضرورت می‌یابد، نه آزادیِ آنها.

#### کارل پوپر
کارل پوپر جرح‌وتعدیل‌هایی در اخلاق کانت ایجاد می‌کند و بر ابعاد سوبژکتیوِ نظریهٔ اخلاقی او متمرکز می‌شود. پوپر به پیروی از کانت معتقد است که اخلاق را نمی‌توان نشأت‌گرفته از ماهیت انسان دانست و فضیلت اخلاقی برابر با منافع شخصی نیست. پوپر برداشتی رادیکال از خودآیینیِ کانت دارد و عناصرِ طبیعت‌گرایانه و روان‌شناختی آن را حذف می‌کند. او اعتقاد دارد که امر مطلق را نمی‌توان بر اساس ماهیتِ عقلانی یا صِرفِ انگیزه‌ها توجیه کرد. از آنجا که کانت، قانون اخلاقی و جهان‌شمولیت را پیش‌فرض می‌گیرد و این موارد را نمی‌توان اثبات کرد، استنتاج استعلایی او در اخلاق هم مانند معرفت‌شناسی ناکارآمد است.

#### جان رالز

برخی نظراتِ جان رالز دربارهٔ عدالت الهام‌گرفته از اخلاق کانتی است

نظریهٔ قرارداد اجتماعی جان رالز که در اثرش تحت‌عنوان نظریهٔ عدالت تدوین شد، تحت تأثیر اخلاقِ کانت است. رالز عدالت را تحققِ انصاف در جامعه می‌داند. برای رسیدن به این وضعیتِ منصفانه، رالز یک زمانِ فرضی قبل از وجود جامعه را در نظر می‌گیرد که جامعه در آن لحظه نظم می‌یابد و این لحظه را وضع نخستین می‌نامد. این زمان باید پشت پردهٔ بی‌خبری باشد، یعنی در وضعیتی که هیچ‌کس نمی‌داند جایگاهش در جامعه چگونه خواهد بود و بنابراین هیچ‌کس دارای سوگیری نسبت به منافعش نیست. این امر تضمین‌کنندهٔ نتیجه‌ای منصفانه است. نظریهٔ عدالتِ رالز مبتنی بر این اعتقاد است که افراد، آزاد، مساوی و اخلاقی هستند؛ او همهٔ انسان را دارای حدی از منطق و عقلانیت می‌داند. این حد از عقلانیت اخلاق را شکل می‌دهد و باعث می‌شود موجوداتِ دارای عقلانیت، مستحقِ برخورداری از عدالتِ تساوی‌محور باشند. رالز بخش عمدهٔ دوگانه‌های کانتی (مثلاً امر ضروری و امر تصادفی، صورت و محتوا، عقل و میل، و نومن و فنومن) را رد می‌کند و معتقد است ساختارِ اخلاقِ کانتی، وقتی موردِ صورت‌بندیِ مجدد قرار گیرد، بدون این دوگانه‌ها روشن‌تر خواهد بود و این را یکی از اهدافِ نظریهٔ عدالت می‌داند.

#### ژاک لاکان
ژاک لاکان، روانکاو فرانسوی، در آثارش تحت عنوان اخلاق روانکاوی و کانت با ساد، روانکاوی را با اخلاق کانتی پیوند می‌دهد و کانت را با مارکی دو ساد مقایسه می‌کند. لاکان معتقد است که ضابطهٔ ژوئی‌سانس دو ساد (جستجوی لذت یا ارضای جنسی) بر پایهٔ معیارهای کانت، اخلاقاً قابل‌قبول است زیرا می‌تواند جهان‌شمول باشد. او استدلال می‌کند که کانت نقشِ آزادیِ انسان را برای قانونِ اخلاقی، ضروری می‌داند، اما ساد معتقد است که آزادی انسان تنها از طریق ضابطهٔ ژوئی‌سانس به‌طورِ کامل محقق می‌شود.

#### تامس نیگل

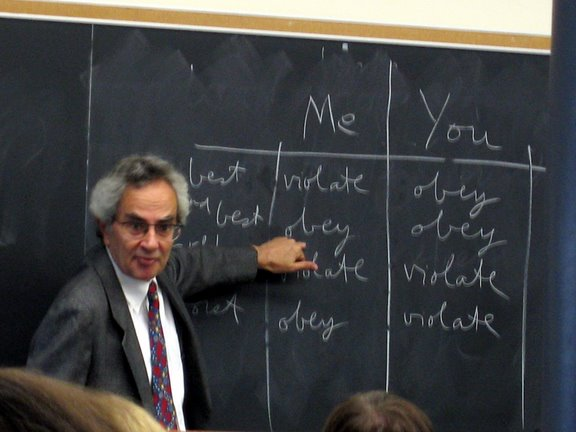
نیگل در حال تدریس اخلاق، ۲۰۰۸

تامس نیگل در حوزهٔ فلسفهٔ اخلاق و فلسفهٔ سیاسی بسیار تأثیرگذار بوده‌است. او که رسالهٔ دکتری‌اش را به راهنماییِ جان رالز نوشت، از مدت‌ها پیش طرفدارِ رویکردِ کانتی و عقل‌گرا به فلسفهٔ اخلاق است. ایده‌های خاص او اولین بار در کتابی کوتاه تحت‌عنوان امکانِ نوع‌دوستی در سال ۱۹۷۰ منتشر شد. این کتاب تأملی است بر ماهیتِ استدلالِ عملی برای کشفِ اصولِ صوری‌ای که حاکم بر عقل در حیطهٔ عمل هستند و نیز باورهای عامِ مرتبط دربارهٔ خویشتن که برای آنکه آن اصول کاملاً در مورد ما صادق باشند، ضرورت دارند. نیگل از نظریهٔ میلِ دارای انگیزه در ارتباط با انگیزهٔ عمل اخلاقی دفاع می‌کند. طبق نظریهٔ میلِ دارای انگیزه، وقتی فردی نسبت به عملِ اخلاقی انگیزه دارد، انگیزهٔ چنین اعمالی (مثل همهٔ اعمالِ تعمدی) بر پایهٔ باور و میل است. اما لازم است که روابطِ تبیینی را به‌درستی مشخص کنیم: وقتی شخصی یک قضاوتِ اخلاقی را می‌پذیرد، ضرورتاً انگیزهٔ عمل را دارد. اما این عقل است که کارِ تبیینیِ توجیه عمل و توجیهِ میل را انجام می‌دهد. نیگل این دیدگاه را با دیدگاهِ رقیبی مقایسه می‌کند که معتقد است عاملِ اخلاقی تنها هنگامی می‌پذیرد که دلیلی برای عمل دارد که میل به انجامِ آن عمل دارای توجیهی مستقل باشد. تبیین بر پایهٔ همدلی چنین وضعیتی دارد.
مهم‌ترین ادعای کتاب آن است که ارتباطی تنگاتنگ بینِ استدلال دوراندیشانه به‌دنبالِ منافع شخصی و دلایلِ اخلاقی به سودِ فردِ دیگر وجود دارد. وقتی فرد در حال استدلالِ دوراندیشانه مثلاً دربارهٔ دلایلِ آینده است، به این دلایل امکان می‌دهد تا عملِ کنونی را بدون تکیه بر قدرتِ میل‌های کنونیِ فرد توجیه کنند؛ مثلاً اگر قرار است طوفانی خودروی فردی را سال بعد تخریب کند، او از شرکتِ بیمه خواهد خواست که خسارت اتومبیل را بپردازد: این دلیلِ آینده، دلیلی برای عملِ کنونی او در مراجعه به بیمه است. قوتِ دلیل لزوماً وابسته به قوتِ میل‌های کنونی شخص نیست. نیگل معتقد است ردِ این دیدگاه دربارهٔ دوراندیشی به این معناست که شخص واقعاً باور ندارد که در طولِ زمان، یک شخصِ واحد است و در یک وضعیت باقی می‌ماند، بلکه خودش را به صورتِ من‌های جدا از هم می‌بیند.

### اخلاق‌پژوهانِ کانتیِ معاصر

#### اونرا اونیل
اونرا اونیل، فیلسوف بریتانیایی که در دانشگاه هاروارد شاگردِ جان رالز بود، اخلاق‌پژوهِ کانتیِ معاصر است که از رویکرد کانتی به مسائلِ عدالتِ اجتماعی دفاع می‌کند. اونیل معتقد است که روایتِ کانتیِ موفق از عدالت اجتماعی نباید مبتنی بر مفروضات یا ایدئال‌سازی‌های بی‌مبنا باشد. او اشاره می‌کند که فیلسوفان قبلاً کانت را به دلیل ایدئال‌سازیِ انسان‌ها به‌عنوان موجودات خودمختار بدون هر گونه بافت اجتماعی یا هدفِ زندگی، متهم کرده‌اند، اما اونیل معتقد است که اخلاق کانتی را می‌توان بدون این ایدئال‌سازی تفسیر کرد. اونیل برداشت کانت از عقل را نه به‌مثابهٔ اصولی که در مورد همهٔ انسان‌ها صادق است، بلکه به‌عنوان امری عملی و دسترس‌پذیر برای استفاده از سوی انسان‌ها می‌پذیرد. این برداشت از عقل به‌عنوان وسیله‌ای برای تصمیم‌گیری به این معناست که تنها چیزی که می‌تواند اصولِ مورد استفادهٔ ما را محدود کند، همین است که همه می‌توانند از آنها استفاده کنند. اگر نتوانیم اراده کنیم که همه یک اصلِ خاص را به کار گیرند، آنگاه نمی‌توانیم به آنها اجازه دهیم از آن استفاده کنند. برای استفاده از عقل و برای استدلال همراه با سایر افراد، باید اصولی را که نمی‌توان به‌شکل جهان‌شمول از آنها استفاده کرد، رد کنیم. به این ترتیب، اونیل بدونِ در نظر گرفتنِ نگاهی ایدئال به خودآیینی انسان، صورت‌بندی کانت از جهان‌شمولیت را تأیید می‌کند. این الگوی جهان‌شمولیت مستلزم آن نیست که همهٔ اصولِ تعمیم‌پذیر را به کار گیریم، بلکه تنها ما را از به‌کارگیری اصولی که تعمیم‌پذیر نیستند، بازمی‌دارد.
اونیل بر اساس این الگوی اخلاق کانتی، نظریهٔ عدالت خود را تدوین می‌کند. او معتقد است که ردِ برخی اصول مثلِ فریب یا تحمیل، نقطهٔ آغازی برای مفاهیمِ پایهٔ عدالت فراهم می‌کند که به اعتقاد او، برای انسان‌ها مهم‌تر از اصولِ انتزاعیِ تساوی یا آزادی است. با این حال، اذعان می‌کند که این اصول ممکن است بیش از حد پیچیده به نظر برسند؛ اعمال و نهادهای بسیاری وجود دارند که بر اصولِ تعمیم‌ناپذیر متکی هستند.

#### مارسیا بارون
مایکل استوکر در مقالهٔ «اسکیزوفرنی نظریه‌های اخلاقی مدرن» از اخلاق کانتی (و همهٔ نظریه‌های اخلاقیِ مدرن) انتقاد می‌کند و معتقد است عمل از روی وظیفه فاقدِ ارزشِ اخلاقیِ خاص است. به‌عنوان مثال، وقتی اسمیت، به جای محبت و دوستی، از روی انجامِ وظیفه به عیادتِ دوستش در بیمارستان می‌رود، عملش از نظر اخلاقی چیزی کم دارد زیرا انگیزهٔ مناسبی در این عمل به چشم نمی‌خورد.
مارسیا بارون سعی می‌کند در برابر این انتقاد، از اخلاق کانتی دفاع کند. او بعد از بررسیِ چند دلیل برای مخالفت با عمل از روی وظیفه، استدلال می‌کند که این مسائل فقط زمانی پیش می‌آید که افراد وظیفه‌شان را اشتباه می‌فهمند. عمل از روی وظیفه ذاتاً خطا نیست، اما اگر افراد وظیفه‌شان را اشتباه متوجه شوند، این امر پیامدهای غیراخلاقی خواهد داشت. انجامِ وظیفه لزوماً به‌معنای بی‌تفاوت یا بی‌احساس بودن نیست بلکه فرد ممکن است وظیفه داشته باشد محبت کند یا روابط فردی خود را بهبود بخشد. بارون همچنین معتقد است که وظیفه را باید به‌عنوان انگیزهٔ ثانویه در نظر گرفت، یعنی انگیزه‌ای که به‌جای تجویزِ اعمالِ خاص، آنچه را می‌توان انجام داد، تنظیم و مشروط می‌سازد. او تأکید می‌کند که اگر این نگاه را داشته باشیم، وظیفه دیگر به‌معنای عدول از گرایش‌های طبیعی نیست و انگیزه‌ها و احساساتی هم که در دوستی اهمیت دارند، نادیده گرفته نمی‌شوند. از نظر بارون، تحتِ حاکمیتِ وظیفه بودن به این معنا نیست که وظیفه همواره انگیزهٔ اصلیِ عمل است، بلکه به این معناست که ملاحظاتِ وظیفه همواره راهنمای عمل هستند. یک عاملِ اخلاقیِ مسئول باید به مسائل اخلاقی مثلاً در مورد شخصیتش توجه داشته باشد. این مسائل باید عاملان اخلاقی را در عمل از روی وظیفه راهنمایی کند.

### منتقدان

#### فریدریش شیلر
فریدریش شیلر هر چند کانت را به‌دلیلِ اینکه شالودهٔ اخلاق را عقل انسان و نه خدا می‌داند ستایش می‌کند، اما او را به دلیل اینکه در تحلیلِ خودآیینی کوتاهی می‌کند مورد انتقاد قرار می‌دهد و معتقد است محدودیتِ درونیِ عقل باعث می‌شود خودآیینیِ فرد از دست برود زیرا در تقابل با خودِ احساسیِ فرد قرار می‌گیرد. شیلر مفهومِ «روحِ زیبا» را معرفی می‌کند که بر اساس آن، عناصرِ عقلانی و غیرعقلانیِ درون فرد به گونه‌ای هماهنگی دارند که فرد می‌تواند تماماً تحتِ رهبریِ احساسات و تمایلاتش باشد. معمولاً کلمهٔ «وقار» برای اشاره به این هماهنگی به کار می‌رود، اما با توجه به اینکه انسان‌ها طبعاً فضیلت‌مند نیستند، با اِعمالِ کنترل روی تمایلات و تکانه‌ها از طریق قدرتِ اخلاقی است که فرد «کرامت» را نشان می‌دهد. مهم‌ترین انتقادِ تلویحی شیلر از کانت آن است که کانت تنها کرامت را در نظر دارد و وقار را نادیده می‌گیرد.
کانت در یکی از پانویس‌های کتاب دین در محدودهٔ عقل تنها، به شیلر پاسخ می‌دهد. هر چند کانت اذعان می‌کند که مفهومِ وظیفه را تنها همراه با کرامت می‌توان درک کرد، اما فردِ فضیلت‌مند که شجاعانه و مشتاقانه تلاش می‌کند اقتضائاتِ زندگی اخلاقی را رعایت کند، وقار را نیز در نظر خواهد داشت.

#### گئورگ ویلهلم فریدریش هگل

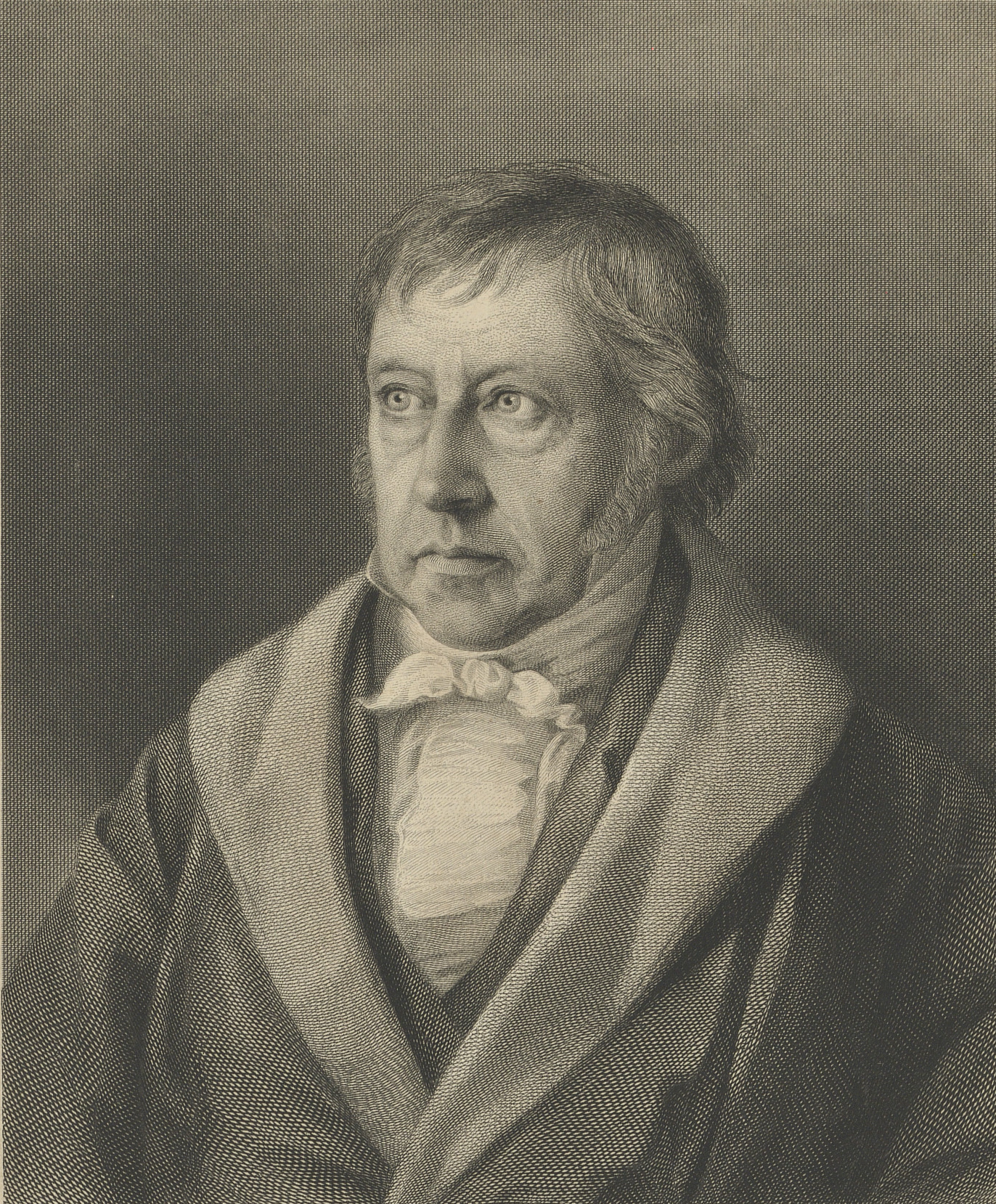
هگل اخلاق کانتی را فاقدِ محتوا می‌داند

گئورگ ویلهلم فریدریش هگل، فیلسوف آلمانی دو نقدِ عمده بر اخلاق کانتی ارائه می‌دهد. او ابتدا استدلال می‌کند که اخلاق کانتی هیچ اطلاعات خاصی راجع به آنچه افراد باید انجام دهند، ندارد، چون قانون اخلاقیِ کانت صرفاً همان اصل عدم تناقض است. او معتقد است که اخلاق کانت فاقد محتواست و بنابراین نمی‌تواند اصلِ متعالی اخلاق را شکل دهد. هگل و پیروانش برای تشریح این نکته، نمونه‌هایی ارائه می‌دهند که صورت‌بندیِ قانونِ جهان‌شمول هیچ پاسخ معناداری برایشان ندارد یا پاسخی مشخصاً غلط ارائه می‌دهد. هگل از مثال خود کانت مبنی بر کار کردن با پولِ فردی دیگر استفاده می‌کند تا نشان دهد صورت‌بندی قانون جهان‌شمول نمی‌تواند تعیین کند که آیا نظامِ اجتماعیِ مالکیت اخلاقاً خوب است یا بد، چون هر پاسخی مستلزم تناقض است. او همچنین از نمونهٔ کمک به فقرا استفاده می‌کند: اگر همه به فقرا کمک کنند، فقیری باقی نمی‌ماند که بخواهیم به او کمک کنیم، بنابراین نیکوکاری اگر تعمیم یابد و جهان‌شمول شود، امکان‌ناپذیر خواهد بود و لذا طبق الگوی کانت، غیراخلاقی است.
نقدِ دومِ هگل آن بود که اخلاق کانت انسان‌ها را به تعارضی درونی بین عقل و میل می‌کشاند. از نظر هگل، اینکه انسان‌ها میل خود را سرکوب کنند و آن را تحت تسلط عقل درآورند، غیرطبیعی است. به عبارت دیگر، اخلاق کانت با نادیده‌گرفتنِ تنش میان منافع شخصی و اخلاق، نمی‌تواند هیچ دلیلی برای اخلاقی‌بودن در اختیار انسان‌ها قرار دهد.

#### آرتور شوپنهاور
آرتور شوپنهاور، فیلسوف آلمانی، از باور کانت مبنی بر اینکه اخلاق می‌بایست به آنچه باید انجام شود بپردازد، انتقاد می‌کند و تأکید دارد که فلسفهٔ اخلاق باید به تبیین و تفسیرِ آنچه عملاً رخ می‌دهد بپردازد. کانت طرحی ایدئال از آنچه باید در جهانی کامل انجام شود، ارائه داد، اما شوپنهاور معتقد است که فلسفهٔ اخلاق باید عملی باشد و به نتیجه‌گیری‌هایی برسد که در جهانِ واقعی مفید فایده باشند و بتوانند به‌عنوان راه‌حلی برای مشکلات این جهان ارائه شوند. شوپنهاور فلسفهٔ اخلاق را با زیبایی‌شناسی مقایسه می‌کند و معتقد است در هر دو مورد، قواعد تجویزی، مهم‌ترین بخشِ حوزهٔ پژوهش به‌شمار نمی‌آیند. از آنجا که شوپنهاور معتقد است فضیلت را نمی‌توان آموزش داد (فرد، یا فضیلت‌مند است یا نیست) جایگاهِ حقیقیِ اخلاق را محدودسازی و راهنماییِ رفتارِ افراد می‌داند، نه ارائهٔ قوانین جهانیِ دسترس‌ناپذیر.

#### فریدریش نیچه
فریدریش نیچه، فیلسوف آلمانی، همهٔ نظام‌های اخلاقیِ معاصر خصوصاً اخلاق مسیحی و اخلاق کانتی را به بادِ انتقاد می‌گیرد. او معتقد است که همهٔ نظام‌های اخلاقیِ مدرن دو ویژگیِ مشکل‌زا دارند: اول اینکه ادعایی متافیزیکی راجع به ماهیتِ انسانیت دارند که اگر قرار باشد نظام اخلاقی، نیروی هنجاری داشته باشد، باید پذیرفته شود؛ و ثانیاً تأییدکنندهٔ منافع افرادِ خاصی در برابر منافع دیگران هستند. اگرچه مخالفتِ اصلی نیچه این نیست که مدعیاتِ متافیزیکی راجع به انسانیت دفاع‌پذیر نیستند (او با نظریه‌های اخلاقی‌ای که چنین مدعیاتی ندارند نیز مخالفت می‌کند)، اما دو هدفِ اصلیِ انتقادات او یعنی اخلاق کانتی و مسیحی، ادعاهای متافیزیکی دارند و بنابراین در نقد نیچه، بسیار برجسته هستند.
نیچه، مؤلفه‌های اساسیِ اخلاق کانتی خصوصاً این استدلال او را که اخلاق، خدا و بی‌اخلاقی را می‌توان از طریق عقل تحلیل کرد، رد می‌کند. نیچه در استفاده از شهود اخلاقی که کانت آن را شالودهٔ اخلاقِ خود قرار می‌دهد، تردید می‌کند و معتقد است که شهود هیچ نیروی هنجاری‌ای در اخلاق ندارد. او همچنین تلاش می‌کند بی‌مبناییِ مفاهیمِ کلیدیِ روانشناسیِ اخلاقِ کانت را مثل اراده و عقلِ محض نشان دهد. نیچه مثل کانت، برداشتی از خودمختاری دارد، اما این ایدهٔ کانت را رد می‌کند که ارزش قائل شدن برای خودمختاری ما مستلزم احترام به خودمختاری دیگران است.
خوانشِ طبیعت‌گرایانه از روانشناسیِ اخلاقیِ نیچه در تقابل با برداشتِ کانت از عقل و میل قرار می‌گیرد. در الگوی کانتی، عقل، انگیزه‌ای کاملاً متفاوت با میل است زیرا این توانایی را دارد که از یک موقعیت عقب بنشیند و یک تصمیم مستقل بگیرد. نیچه خویشتن را ساختارِ اجتماعیِ تمامِ میل‌ها و انگیزه‌های گوناگون ما می‌داند؛ بنابراین وقتی در ظاهر، عقل ما تصمیمی علیهِ میل ما می‌گیرد، در حقیقت میلی بر میلِ دیگر چیرگی می‌یابد. این نگاه در تقابلِ مستقیم با دیدگاهِ کانت راجع به عقل در برابرِ غریزه قرار می‌گیرد؛ عقل در واقع غریزه‌ای دیگر است؛ بنابراین هیچ عقب‌نشستن و تصمیم‌گرفتنی در کار نیست؛ تصمیمی که خویشتن می‌گیرد صرفاً تصمیمی از سوی قوی‌ترین میل است. شارحان کانت معتقدند که فلسفهٔ عملیِ نیچه مستلزمِ وجودِ تواناییِ عقب‌نشستن به‌معنای کانتی است. برای آنکه فرد بتواند ارزش‌های خود را خلق کند (که ایده‌ای کلیدی در فلسفهٔ نیچه است) باید بتواند خود را عاملی منسجم ببیند. عامل حتی اگر تحت تأثیر میل‌هایش باشد، باید آنها را خودِ خویشتنش در نظر بگیرد که این مسئله برداشتِ نیچه از خودمختاری را متزلزل می‌کند.

#### جان استوارت میل
جان استوارت میل، فیلسوفِ فایده‌گرا، کانت را به دلیل عدمِ توجه به این نکته که قوانین اخلاقی بر اساس شهود اخلاقیِ مبتنی بر اصل فایده (یعنی بیشترین خیر برای بیشترین تعداد) تبیین می‌شوند، مورد انتقاد قرار می‌دهد. میل معتقد است که اخلاق کانت نمی‌تواند دلیلِ خطا بودنِ برخی اعمال را بدون توسل به فایده‌گرایی تبیین کند. میل معتقد است که اصلِ فایدهٔ او به‌عنوان مبنایی برای اخلاق، دارای زیربنای شهودی قوی‌تری نسبت به تأکید کانت بر عقل است و بهتر می‌تواند توضیح دهد که چرا برخی اعمال خطا یا صحیح هستند.

#### ژان-پل سارتر
ژان-پل سارتر مشخصاً این باورِ بنیادیِ کانت را رد می‌کند که عملِ اخلاقی متضمنِ پیروی از ضابطه‌هایی است که آنها را به‌شکل انتزاعی یعنی فارغ از موقعیت و مستقل از زمان و مکانِ تاریخی، سیاسی و اجتماعی می‌توان دریافت. او معتقد است که گرچه امرِ ممکن و تبعاً امرِ جهان‌شمول، مؤلفهٔ ضروریِ عمل است، اما هر نظریهٔ اخلاقی که موقعیتِ خاصِ اونتولوژیک یا شرایطِ خاصِ افراد را نادیده می‌گیرد، خودبه‌خود محکوم است.

#### میشل فوکو
میشل فوکو، هر چند به‌طورکلی خود را وارثِ سنتِ فلسفهٔ نقادیِ کانت می‌داند، اما پارادایمِ نقدِ کانتی را که ریشه در سوژهٔ خودمختار و استعلایی دارد، نمی‌پذیرد و این ایدهٔ کانت را رد می‌کند که همهٔ شرایط و محدودیت‌های عقلانی مبتنی بر سوژه است.
او نظریهٔ اخلاقیِ وظیفه‌گرایانهٔ کانت را که بر پایهٔ تکلیف است رد، اما تأکید می‌کند که ندای اخلاق، دعوتی است به دغدغه‌مندی راجع به خود و دیگران به‌مثابهٔ فداکاریِ لذتبخشی که فرد خواهانِ پیوستن به آن است و دیگران را هم تشویق به پیوستن می‌کند.

#### معتقدان به اخلاق فضیلت
اخلاق فضیلت نظریه‌ای اخلاقی است که بر شخصیتِ عامل به جای اعمال خاص تأکید دارد؛ بسیاری از طرفدارانِ این نظریه، رویکردِ وظیفه‌گرایانهٔ کانت به اخلاق را مورد انتقاد قرار داده‌اند. الیزابت انسکوم نظریه‌های اخلاقی مدرن از جمله اخلاق کانتی را به‌دلیلِ تأکیدشان بر قانون و الزام نقد می‌کند.
انسکوم علاوه بر اینکه تأکید دارد نظریه‌هایی که بر یک قانون اخلاقیِ جهان‌شمول تکیه می‌کنند، بسیار انعطاف‌ناپذیر هستند، معتقد است از آنجا که قانون اخلاقی، تلویحاً نشان‌دهندهٔ یک قانون‌گذار اخلاقی است، در جامعهٔ سکولارِ مدرن موضوعیت ندارد.
السدیر مک‌اینتایر در کتابش تحت‌عنوان در پی فضیلت، صورت‌بندی کانت از جهان‌شمولیت را مورد انتقاد قرار می‌دهد و معتقد است ضابطه‌های مبتذل و غیراخلاقی مثل «در سراسر زندگی‌تان به تمامِ عهدهای خود غیر از یکی پایبند باشید» هم می‌توانند از این آزمون سربلند بیرون بیایند. او همچنین صورت‌بندی کانت از انسانیت به‌عنوان هدفِ فی‌نفسه را زیر سؤال می‌برد و اعتقاد دارد کانت هیچ دلیلی برای عدم رفتار با دیگران به‌عنوان وسیله ارائه نمی‌دهد: ضابطهٔ «هر کسی جز من وسیله باشد» هر چند غیراخلاقی به نظر می‌رسد، تعمیم‌پذیر و جهان‌شمول است.
برنارد ویلیامز معتقد است که کانت با جدا کردن افراد از شخصیتشان، تفسیری نادرست از اشخاص و اخلاق به دست می‌دهد و فیلیپا فوت کانت را یکی از فیلسوفانی می‌داند که باعثِ نادیده‌گرفتنِ فضیلت در فلسفهٔ تحلیلی شده‌اند.
سروه پینکرز، کشیش کاتولیک، اخلاق مسیحی را نسبت به اخلاق کانت به اخلاقِ فضیلتِ ارسطو نزدیک‌تر می‌داند. او اخلاق فضیلت را نوعی آزادی به سوی تعالی می‌بیند که در آن، آزادی به‌معنای عمل مطابقِ طبیعت در جهتِ پرورشِ فضیلت‌های شخصی است. در ابتدا این امر مستلزمِ پیروی از قواعد است، اما هدف آن است که عامل از نظر فضیلت، پرورش یابد و عملِ اخلاقی نوعی لذت تلقی می‌شود. آزادیِ تعالی در تقابل با آزادیِ بی‌تفاوتی قرار می‌گیرد که پینکرز آن را به ویلیام اوکامی نسبت می‌دهد و آن را مشابه نگاه کانت می‌داند. بر اساس این نگاه، آزادی علیهِ طبیعت عمل می‌کند: اعمالِ آزاد اعمالی هستند که ناشی از عواطف و هیجانات نیستند و با آنها، هیچ رشد یا پیشرفتی در فضیلتِ عامل رخ نمی‌دهد، بلکه تنها با شکل‌گیریِ عادات روبرو هستیم. این وضعیت به نگاهِ اخلاقیِ کانت نزدیک‌تر است، زیرا برداشتِ کانت از خودمختاری به این معناست که عامل تنها تحتِ حاکمیتِ عواطفش نباشد. چنین نگاهی در تقابل با تفسیرِ پینکرز از اخلاق مسیحی قرار دارد.

#### نقد خودمختاری
برخی فیلسوفان مثل الیزابت انسکوم، جین بتکه الشتین، سروه پینکرز و آیریس مرداک و همچنین دانشنامهٔ کاتولیک همگی بیان‌گر این مطلب هستند که برداشتِ کانت از اخلاق که ریشه در خودمختاری دارد، متناقض است زیرا از یک طرف انسان‌ها را قانون‌گذارانِ جمعیِ اخلاق می‌داند و از طرف دیگر بیان می‌دارد که اخلاق امر پیشینی است. آنها معتقدند که اگر چیزی به‌طور کلی پیشینی است (یعنی نامتغیر و پیشاتجربی است)، پس نمی‌تواند تا حدی وابسته به انسان‌هایی باشد که همواره وجود نداشته‌اند. از سوی دیگر، اگر انسان‌ها حقیقتاً قانون‌گذار اخلاق هستند، آنگاه دیگر تابعِ آن نیستند، چون آزادند آن را تغییر دهند.
اونیل در مقابل می‌گوید اخلاق کانتی مبتنی بر ویژگی‌های تصادفیِ ارادهٔ یکایکِ موجودات یا ارادهٔ انسان‌ها به‌طور خاص نیست، بنابراین کانت به هیچ وجه فلسفهٔ اخلاق را «مبتنی» بر چیزی که همواره وجود نداشته، نمی‌داند. همچنین این گزاره که اراده‌های ما تحتِ حاکمیت قانون است، دقیقاً به این معناست که اگر اراده‌هایمان عقلانی باشد، باید به‌گونه‌ای قانون‌مانند اراده کنیم؛ یعنی باید مطابق قضاوت‌های اخلاقی که به همهٔ موجودات عقلانی از جمله خودمان نسبت می‌دهیم، اراده کنیم. این نکته با تجزیهٔ اصطلاح autonomy (خودآیینی) به ریشه‌های یونانی‌اش بهتر فهم می‌شود: auto (خود) + nomos (قاعده یا قانون). به عبارت دیگر، ارادهٔ خودآیین از نظر کانت، فقط اراده‌ای نیست که از خودش پیروی می‌کند، بلکه اراده‌ای است که قانون‌مدار باشد یعنی طبق اصل جهان‌شمولیت عمل کند که این جهان‌شمولیت نیز از عقل می‌آید. جالب اینکه الشتین در متن دیگری، اراده طبقِ عقلِ تغییرناپذیر را به خدا نسبت می‌دهد و آن را مبنای اقتدار اخلاقیِ خداوند می‌داند. او این تفسیر از رابطهٔ اخلاق و خداوند را مرجح بر برداشتِ اراده‌گرایانه و نازل‌ترِ نظریهٔ فرمان الهی می‌داند که هم اخلاق و هم ارادهٔ خداوند را تصادفی در نظر می‌گیرد.

## کاربردها

### اخلاق پزشکی
کانت معتقد است که تواناییِ تعقلِ انسان‌ها باید مبنای اخلاق باشد و همین تعقل است که انسان‌ها را از نظر اخلاقی حائزِ اهمیت می‌سازد؛ بنابراین او معتقد است که همهٔ انسان‌ها باید دارای حق کرامت و احترام باشند. مارگارت ایتون معتقد است که طبق اخلاق کانت، متخصصانِ حرفهٔ پزشکی باید خواهانِ آن باشند که خدماتشان توسط همه و برای همه باشد، حتی اگر خودشان بیمار باشند؛ مثلاً پژوهشگری که می‌خواهد بدون اطلاعِ بیماران، روی آنها آزمایش‌هایی انجام دهد، باید خواهانِ آن باشد که همهٔ پژوهشگران همین کار را انجام دهند. او همچنین استدلال می‌کند که شرطِ خودآیینیِ کانت به این معناست که بیمار باید بتواند تصمیمی کاملاً آگاهانه راجع به درمان بگیرد و بنابراین انجامِ آزمایش روی بیمارانِ ناآگاه غیراخلاقی است. پژوهش پزشکی باید با حرمت گذاشتن به بیمار انجام شود و بنابراین بیماران باید از همهٔ واقعیت‌ها مطلع باشند، حتی اگر این مسئله باعث شود بیمار منصرف شود. جرمی شوگرمن اعتقاد دارد که صورت‌بندی کانت از خودآیینی مستلزم آن است که بیماران هرگز صرفاً با هدفِ سودرسانی به جامعه موردِ استفاده قرار نگیرند، بلکه همواره با آنها به‌عنوان افرادِ عقلانی با اهدافِ خاص خود رفتار شود. آرون هینکلی خاطرنشان می‌کند که برداشتِ کانتی از خودآیینی مستلزمِ احترام به تصمیماتی است که عاقلانه اتخاذ می‌شوند، نه تصمیماتی که به صورت‌های تصادفی یا غیرعقلانی به دست می‌آیند. او معتقد است که ممکن است بین تصمیمِ یک عاملِ کاملاً عقلانی و تصمیمِ واقعیِ یک بیمار، تفاوت‌هایی وجود داشته باشد که این تفاوت نتیجهٔ امور تصادفی و غیرعقلانی است. از نظر هینکلی، اگرچه یک پزشکِ کانتی نباید به بیمار دروغ بگوید یا به او چیزی را تحمیل کند، اما نوعی قیم‌مآبی (مثلاً به‌صورتِ کتمان اطلاعاتی که می‌تواند باعثِ واکنش غیرعقلانی شود) ممکن است قابل‌قبول باشد.
سوزان فلدمن در کتابش تحت‌عنوان جایگاهِ بارداری و سقط جنین در اخلاق کانتی استدلال می‌کند که طبق اخلاق کانتی، باید از سقط جنین دفاع کرد. او معتقد است زن باید چنان‌که کانت تأکید می‌کند، به‌عنوان فردِ خودمختارِ دارای کرامت که اختیارِ بدنش را دارد، در نظر گرفته شود. از نظر فلدمن، تصمیمِ آزادانهٔ زنان، طبق اخلاقِ کانتی بسیار اهمیت دارد و بنابراین، سقطِ جنین باید جزو اختیاراتِ مادر باشد. دین هریس خاطرنشان می‌کند که اگر اخلاق کانتی را بخواهیم در بحثِ سقط جنین در نظر بگیریم، باید تعیین کنیم که آیا جنین فردی خودمختار است یا خیر. کارل کوهن، اخلاق‌پژوهِ کانتی معتقد است که تواناییِ عقلانی‌بودن یا عضویت در یک گونهٔ عموماً عقلانی، تمایزِ معنادارِ بین انسان و اشیای بی‌جان یا جانورانِ غیرعقلانی است. کوهن معتقد است حتی زمانی که انسان‌ها به دلیل سن (مثلاً کودک یا جنین) یا معلولیتِ ذهنی، عقلانی نیستند، باز هم عاملان (مثلاً مادری که در پی سقط جنین است) اخلاقاً ملزم هستند که با آنها به‌عنوان هدفِ فی‌نفسه همچون بزرگسالانِ عقلانی رفتار کنند.

### اخلاق جنسی
کانت انسان‌ها را دارای تمایلاتِ حیوانیِ بقای نفس، بقای نسل و بقای لذت می‌داند. او معتقد است انسان‌ها وظیفه دارند از ضابطه‌هایی که به آنها آسیب می‌زند یا آنها را تحقیر می‌کند، از جمله خودکشی، خفتِ جنسی و مستی خودداری کنند.
به همین دلیل کانت، آمیزش جنسی را خفت‌بار می‌داند زیرا انسان‌ها را به ابژهٔ لذت تبدیل می‌کند. او رابطه جنسی را تنها در چارچوب ازدواج به‌عنوان «اتحادی صرفاً حیوانی» می‌پذیرد. کانت معتقد است خودارضایی از خودکشی بدتر است و جایگاه فرد را به جایگاهی پایین‌تر از حیوان تقلیل می‌دهد؛ همچنین اعتقاد دارد که متجاوز را باید با اخته‌سازی مجازات کرد و کسی که مرتکبِ حیوان‌بازی شده‌است، باید از جامعه اخراج شود.
کترین مک‌کینون، فیلسوف فمینیست، استدلال می‌کند که بسیاری از کنش‌های روزگارِ ما بر اساس معیارهای کانت غیراخلاقی هستند، زیرا شاملِ رفتار غیرانسانی نسبت به زنان هستند. او معتقد است تعرضِ جنسی، تن‌فروشی و پورنوگرافی، زنان را به ابژه تبدیل می‌کند و از معیار کانت راجع به خودآیینیِ انسان عدول می‌کند. خریدوفروشِ سکس نیز به دلیل تبدیل‌شدنِ هر دو طرف به ابژه (و لذا استفاده از آنها به‌عنوان وسیله‌ای برای رسیدن به هدف) مورد انتقاد قرار گرفته‌است؛ رضایت دوجانبه هم با چالش‌هایی مواجه است چون افراد با رضایت‌دادن تصمیم می‌گیرند خودشان را به ابژه تبدیل کنند. آلن سوبل خاطرنشان می‌کند که اخلاق‌پژوهانِ کانتیِ لیبرال‌تر معتقدند بسته به عواملِ بافتی، رضایتِ زنان می‌تواند مشارکتِ آنها در پورنوگرافی و تن‌فروشی را توجیه کند.

### اخلاق حیوانات
از آنجا که کانت عقلانیت را مبنایی برای برخورداری از ملاحظهٔ اخلاقی می‌داند، معتقد است که حیوانات هیچ حقِ اخلاقی‌ای ندارند. بنا به نظر کانت، حیوانات عقلانی نیستند، بنابراین امکانِ رفتارِ غیراخلاقی با آنها وجود ندارد. اگرچه کانت معتقد نیست که ما نسبت به حیوانات وظایفی داریم، اما اعتقاد دارد که بی‌رحمی نسبت به آنها خطاست، زیرا این رفتارمان ممکن است بر برخوردمان با سایر انسان‌ها تأثیر بگذارد و باعث شود آسیب‌زدن به انسان‌ها را هم مجاز بدانیم.
تام ریگان، فیلسوف آمریکایی، بر اساسِ سه نکته، برداشت کانت از ارزشِ اخلاقیِ حیوانات را نمی‌پذیرد: اولاً او با ادعای کانت مبنی بر اینکه حیوانات خودآگاه نیستند مخالفت می‌کند. سپس ادعای کانت را مبنی بر اینکه حیوانات به دلیل عدم تواناییِ قضاوت اخلاقی دارای ارزش اخلاقیِ ذاتی نیستند، رد می‌کند. ریگان معتقد است که اگر ارزشِ اخلاقیِ یک موجود بر اساس توانایی‌اش در قضاوتِ اخلاقی تعیین می‌شود، آنگاه باید انسان‌هایی را هم که نمی‌توانند تفکر اخلاقی داشته باشند فاقدِ شایستگیِ ملاحظهٔ اخلاقی بدانیم. ریگان در نهایت استدلال می‌کند که برداشتِ کانت مبنی بر اینکه حیوانات تنها به‌عنوان وسیله‌ای برای رسیدن به هدف وجود دارند، بی‌مبناست؛ اینکه حیوانات زندگی‌ای دارند که می‌تواند خوب یا بد پیش رود، نشان می‌دهد که آنها هم مثل انسان‌ها اهداف و غایاتِ خود را دارند.
کریستین کورسگارد تفسیرِ مجددی از نظریهٔ کانت ارائه می‌دهد و تأکید دارد که در اصولِ اخلاقی او تلویحاً حقوق حیوانات به رسمیت شناخته شده‌است.

### دروغگویی
کانت معتقد است امر مطلق حکم می‌کند که در هیچ شرایطی دروغ نگوییم، حتی اگر به دنبال نتایجِ خیر باشیم، مثلاً وقتی که به یک قاتل دروغ می‌گوییم تا نتواند قربانیِ مورد نظر را پیدا کند و او را بکشد.
کانت اعتقاد دارد از آنجا که نمی‌توانیم نتایجِ یک عمل را به‌طور کامل بدانیم، پس پیامدِ عمل می‌تواند برخلاف انتظار ما، آسیب‌زا باشد؛ بنابراین باید به‌گونه‌ای عمل کنیم که از خطای معلوم (دروغگویی) جلوگیری شود نه اینکه از یک خطای احتمالی جلوگیری کنیم. اگر نتایجِ مضر به بار آمد، قصوری به گردن ما نیست زیرا طبق وظیفه‌مان عمل کرده‌ایم. کانت در نوشته‌ای مستقل با عنوان «در باب حق‌پنداری دروغ‌گفتن به انگیزه‌های انسان‌دوستانه» از دیدگاه خود در این باره دفاع کرده‌است.
درایور استدلال می‌کند که اگر ضابطه‌ها را به گونه‌ای متفاوت صورت‌بندی کنیم، مشکل حل می‌شود، یعنی مثلاً ضابطهٔ «برای نجاتِ جانِ انسانِ بیگناه دروغ می‌گویم» می‌تواند جهان‌شمول باشد. اما این ضابطهٔ جدید باز هم قاتل را به‌عنوان وسیله‌ای برای رسیدن به هدف در نظر می‌گیرد و اخلاقی نیست؛ لذا به نظر می‌رسد در هر حال لازم است در مثالِ کانت، حقیقت را به قاتل بگوییم.